# Hylexetastes
Hylexetastes är ett fågelsläkte i familjen ugnfåglar inom ordningen tättingar. Arterna förekommer i Amazonområdet i Sydamerika. Artgränserna i släktet är under diskussion. Listan nedan med tre arter följer IOC:
- Rödnäbbad trädklättrare (H. perrotii)
- Enfärgad trädklättrare (H. uniformis) – behandlas ofta som underart till stresemanni[1]
- Bandbukig trädklättrare (H. stresemanni)